# Porta Fidei
Porta Fidei (Podwoje wiary) – motu proprio papieża Benedykta XVI wydane 11 października 2011 (upublicznione 17 października) ogłaszające w Kościele katolickim Rok Wiary na okres od 11 października 2012 do 24 listopada 2013.